# Lakeside (stacja metra)
- | Ilustracja                                |                                |
| Państwo                                   | Singapur                       |
| Data otwarcia                             | 5 listopada 1988               |
| East West Line                            |                                |
| Poprzednia stacja                         | Chinese Garden                 |
| Następna stacja                           | Boon Lay                       |
| Położenie na mapie SingapuruLakeside MRT  |                                |
| 1°20′40″N 103°43′16″E/1,344444 103,721111 |                                |
| \| \| Multimedia w Wikimedia Commons \|   |                                |
|                                           | Multimedia w Wikimedia Commons |

Lakeside – naziemna stacja Mass Rapid Transit (MRT) w Singapurze, która jest częścią East West Line, w Jurong West.